# Thomas Müntzer
Thomas Müntzer, född omkring 1489 i Stolberg, Thüringen, död 27 maj 1525 i Mühlhausen, Thüringen, var en tysk teolog, präst och upprorsledare under tyska bondekriget.

## Biografi
Müntzer studerade i Leipzig och Frankfurt an der Oder. Han var i förbindelse med de mot kyrkan oppositionella rörelserna och träffade Martin Luther och Andreas Bodenstein von Karlstadt i Wittenberg 1517–1519. På Luthers rekommendation blev han 1520 predikant i Zwickau. Här började han dock snart visa svärmiska tendenser och utveckla kommunistiska idéer med front också mot den lutherska reformationen. Då stadens rådsförsamling avlägsnande honom 1521 framkallade några av hans anhängare, de så kallade Zwickauprofeterna, i Wittenberg de oroligheter, som föranledde Luthers plötsliga återvändande från Wartburg.
Själv begav sig  Müntzer till Prag där han skrev sitt pragmanifest som hade en kyrkokritisk text med apokalyptiska perspektiv. Han fördrevs även därifrån och förde sedan en tid ett kringirrande liv och lär då även ha besökt Wittenberg. Som predikant i Allstedt 1523–1524 sysselsatte han sig intensivt med reform av liturgin och gudstjänsten och publicerade två liturgiska verk.  Genom sin förkunnelse av rent revolutionära läror föranledde han flera mindre upplopp. Han bröt definitivt med Luther och kom i strid med myndigheterna. Då de sachsiska furstarna slutligen på Luthers uppmaning ingrep, begav sig Müntzer 1524 till Mühlhausen.
I Mühlhausen blev han vald till präst 1525. Här träffade han den revolutionäre folkledaren och predikanten Heinrich Pfeiffer och blev en av bondekrigets ledare i kampen mot inskränkningar av böndernas hävdvunna feodala rättigheter. Efter bondehärens nederlag vid Frankenhausen blev han tillfångatagen, fördes till Mühlhausen och blev där, samtidigt med Pfeiffer, halshuggen i maj 1525.